# Normplatnicka
Normplatnicka es un género de arañas araneomorfas de la familia Micropholcommatidae. Se encuentra en Australia y en Chile.

## Lista de especies
Según The World Spider Catalog 12.0:
- Normplatnicka barrettae Rix & Harvey, 2010
- Normplatnicka chilensis Rix & Harvey, 2010
- Normplatnicka lamingtonensis (Forster, 1959)